# Oakhaven
Oakhaven es una ciudad ubicada en el condado de Hempstead en el estado estadounidense de Arkansas. En el Censo de 2010 tenía una población de 54 habitantes y una densidad poblacional de 379,08 personas por km².

## Geografía
Oakhaven se encuentra ubicada en las coordenadas 33°43′45″N 93°37′14″O / 33.72917, -93.62056. Según la Oficina del Censo de los Estados Unidos, Oakhaven tiene una superficie total de 0.14 km², de la cual 0.14 km² corresponden a tierra firme y (0%) 0 km² es agua.

## Demografía
Según el censo de 2010, había 54 personas residiendo en Oakhaven. La densidad de población era de 379,08 hab./km². De los 54 habitantes, Oakhaven estaba compuesto por el 90.74% blancos, el 1.85% eran de otras razas y el 7.41% pertenecían a dos o más razas.